# منطقه فیق
منطقه فیق (به عربی: منطقة فیق) یک منطقه در سوریه است که در استان قنیطره واقع شده‌است. منطقه فیق ۴۰۳٫۹۷ کیلومتر مربع مساحت و ۱٬۹۴۷ نفر جمعیت دارد.